# Parafia Matki Bożej Różańcowej w Springfield
Parafia Matki Bożej Różańcowej w Springfield (Massachusetts) (ang. Our Lady of the Rosary Parish) – parafia rzymskokatolicka  położona w Springfield, Massachusetts, Stany Zjednoczone.
Jest ona jedną z wielu etnicznych, polonijnych parafii rzymskokatolickich w Nowej Anglii z mszą św. w j. polskim dla polskich imigrantów.
Nazwa parafii jest związana z kultem Matki Bożej Różańcowej. Wspomnienie liturgiczne obchodzone w drugą niedzielę po oktawie Bożego Ciała
Ustanowiona w 1917 roku. W latach 1918–1960 proboszczem był ksiądz Stanisław Orlemański.
Władze diecezji Springfield ogłosiły, że parafia zostanie zlikwidowana z powodu spadku liczby wiernych i problemów finansowych. Biskup Rozanski w liście do parafian określił swoją decyzję jako „bolesną”, ale konieczną. Ostatnie nabożeństwo, kończące funkcjonowanie wspólnoty, ma odbyć się 28 stycznia 2018 roku. Wierni parafii zostaną przyłączeni do kościoła Niepokalanego Poczęcia Najświętszej Maryi Panny w Springfield.